# 현대건축가동맹
현대건축가동맹(러시아어: Объединение современных архитекторов, ОСА, 영어: Organization of Contemporary Architects, OSA, 현대건축가협회)은 1925년부터 1930년까지 활동한 소비에트 연방의 건축가 협회이다. 구성주의 건축가들 최초의 협회로 간주되며 학회지로 《SA》(러시아어: Современная архитектура)를 발행했다. 알렉산드르 베스닌, 모이세이 긴즈부르그 등이 주도하여 설립되었다.

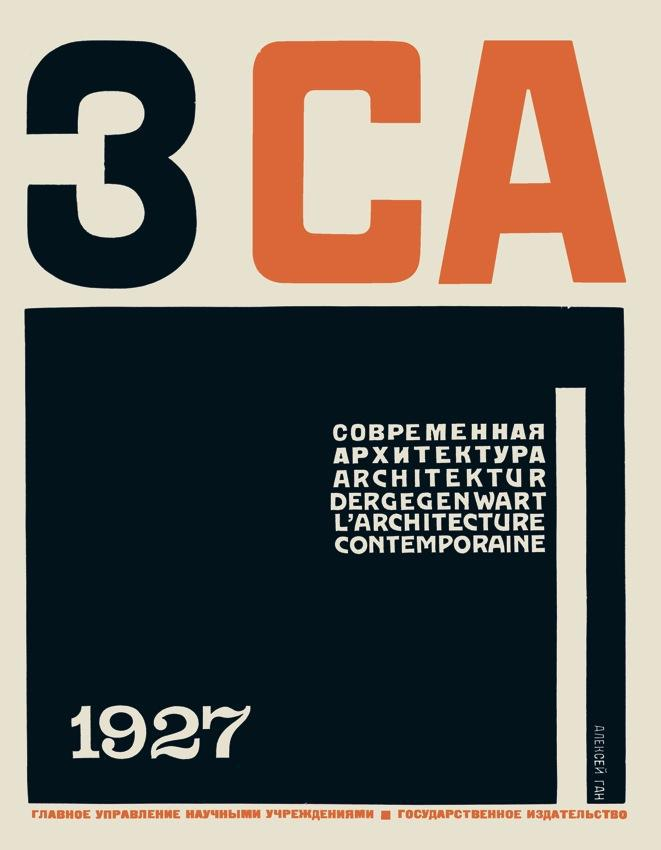
알렉세이 간이 디자인한 《SA》 1927년 3호의 표지